# 媵州
媵州，又作胜州，中国古代的州。
辽朝置媵州，建立昌永军节度，治所在今吉林省公主岭市东北。有顺化城，向义军，下州刺史。开泰三年（1014年），以汉户置。兵事隶属于东京统军司。金朝废除媵州。